# Euxoa homicida
Euxoa homicida är en fjärilsart som beskrevs av Otto Staudinger 1900. Euxoa homicida ingår i släktet Euxoa och familjen nattflyn. Inga underarter finns listade i Catalogue of Life.